# Yumemi Kanda
Yumemi Kanda (født 14. september 1994) er en japansk fodboldspiller, som spiller for den japanske fodboldklub Ehime FC.